# L'insegnante al mare con tutta la classe
L'insegnante al mare con tutta la classe è un film del 1980 diretto da Michele Massimo Tarantini.
Pellicola che rientra nel filone della commedia sexy all'italiana.

## Trama
Il commendatore Ercole Cubetti dopo aver regalato al figlio Mario un'auto sportiva (Puma GTV) per la sua promozione scopre, con enorme rammarico, che il figlio lo ha ingannato e, anziché essere stato promosso, è stato rimandato in francese. Ritirata l'automobile al figlio si trasferisce nel suo hotel, in una località marina vicino a Roma. Qui viene raggiunto dal figlio, dai compagni di classe del ragazzo, dalla moglie Enrichetta e dal cognato Paolo, preside della scuola frequentata da Mario.
Enrichetta, preoccupata per i modi rozzi del commendatore, cerca in tutti i modi di nascondere i modi cafoni del marito. Ben presto alla comitiva si aggiunge Lisa Colombi, professoressa di francese procacciata dal preside Paolo per poter dare ripetizioni a Mario. Lisa è una donna molto affascinante e porta il subbuglio nell'albergo, soprattutto perché Ercole è molto invaghito di lei.

## Produzione

### Riprese
La maggior parte del film è stata girata a Tirrenia, in Toscana, in particolare all'interno dell'Hotel Continental.

## Distribuzione
La pellicola è stata distribuita nelle sale cinematografiche italiane l'8 marzo 1980.

### Data di uscita
Alcune date di uscita internazionali nel corso degli anni sono state:
- 8 marzo 1980 in Italia[2]
- 15 ottobre 1980 in Francia ('La Baigneuse fait des vagues)[3]
- 7 dicembre 1981 in Spagna (La profesora va al mar con toda la clase)[4]

Anna Maria Rizzoli in una scena del film